# Fischer-Z
Fischer-Z — британская рок-группа и главный проект певца, гитариста и поэта Джона Уоттса. Группа считается одной из самых популярных групп новой волны, которые были созданы в период с конца 70-х до начала 80-х годов 20 века. В 1982 году Уоттс принял решение о временном роспуске группы Fischer-Z, после чего занялся сольной карьерой под собственным именем. Позднее Джон Уоттс принял решение об одновременной работе над сольным проектом и группой Fischer-Z.
Группа Fischer-Z завоевала огромную популярность на территории Европы и смогла продать более двух миллионов альбомов. Группа записала совместные треки с Питером Гэбриелом, Стивом Купером и Dexys Midnight Runners. К тому же, группа Fischer-Z выступала вместе с Джеймсом Брауном в восточном Берлине, а также приняла участие в концертном туре The Police и Dire Straits. Кроме того, группа приняла участие в концертном туре по США и Канаде, а также поддержала Боба Марли в его заключительном туре на территории Европы. К текущему моменту Джон Уоттс выпустил 20 альбомов и дал около 3000 концертов.

## История группы
Изучая клиническую психологию и работая в психиатрической клинике, Джон Уоттс принял решение о создании группы Fischer-Z вместе со Стивеном Сколником в 1977 году. Первое выступление группы состоялось в одном из многочисленных панк-клубов в Англии. Первый альбом группы Fischer-Z получил название Word Salad и был выпущен в 1979 году лейблом United Artist Records одновременно с The Buzzcocks и The Stranglers. Группе удалось добиться успеха благодаря тому, что Джон Пилл многократно исполнил их первый сингл Remember Russia, добившись ошеломительного роста популярности группы. Благодаря этому, группе Fischer-Z удалось принять участие в The Old Grey Whistle Test. Успешный релиз второго сингла The Worker принёс группе известность на территории Европы, а также позволил попасть в Top of the Pops в 1979 году. Выпуская второй альбом Going Deaf For a Living, Уоттсу удалось в очередной раз подтвердить уникальную способность группы Fischer-Z подхватывать актуальные политические проблемы, что выгодно отличало группу от представителей «праздной» поп-музыки. Последний сингл группы, который получил название So Long, был выпущен в 1980 году на только что созданном телеканале MTV. В 1981 году группа Fischer-Z смогла выпустить свой третий и самый успешный альбом Red Skies Over Paradise, главными синглами которого стали Marliese и Berlin. Невероятный успех альбов позволил группе Fischer-Z дать более 200 концертов на территории Великобритании, Европы, США и Канады в 1980 и 1981 году. Летом 1981 года Уоттс распустил оригинальный состав группы Fischer-Z, считая, что группа ушла слишком далеко от идеалов панковской группы.
После этого Уоттс занялся собственной карьеров и выпустил два альбома, которые получили названия One More Twist (1982) и The Iceberg Model (1983). В рамках этих альбомов был выпущен политический трек One Voice, который был исполнен на фестивале No Nukes Festival’ в 1982 году, а также трек I Smelt Roses (In The Underground). В 1984 году Уоттс создал группу, которая получила название The Cry. После этого он записал альбом Quick Quick Slow в танцевальном стиле, который был спродюсирован Джимми Дугласом. В 1985 году, действуя под впечатлением политических событий 80-х годов, в частности работы Маргарет Тетчер с профсоюзами Великобритании, Уоттс записал трек Dark Crowds of Englishmen’, который был посвящён забастовке шахтёров в 1984 и 1985 годах, а также исчезновению гуманных политиков в Великобритании.
В 1987 Джон Уоттс решил восстановить группу Fischer-Z в новом облике. В результате его стараний группа смогла добиться внушительного успеха и записала синглы The Perfect Day (1988) и Say No (1989) в рамках альбомов Reveal (1988) и Fish’s Head (1989).
В 1991 году, группа Fischer-Z записала альбом Destination Paradise, который был подготовлен Питером Гэбриелом на студии Real World Studios. Трек под названием Further From Love, а также заглавный трек альбома были посвящены страданиям гражданского населения во время войны. Следующие два альбома группы Fischer-Z получили названия Kamikaze Shirt (1993) и Stream (1995). Альбомы включали в себя треки, посвящённые политическим событиям, наблюдениям Уоттса и впечатлениям, полученным в то время.
В 1997 и 1999 году было выпущено два совершенно новых альбома Уоттса, которые получили название Thirteen Stories High и Bigbeatpoetry. В треке Thirteen Stories High Уоттс проводит анализ своей жизни и музыкальной карьеры, в частности, в таких эмоциональных поп-треках, как Brilliant Career. В то же самое время, в треке Bigbeatpoetry Уоттс использовал сочетание лирики и ударной музыки, сотрудничая с компанией Motor records и немецким ди-джеем Инго Вернером. В результате их активной работы был записал трек, который получил название Walking The Doberman. Позднее, в 2000 году, Уоттс записал альбом Spiritual Headcase, который стал ремиксом альбома Bigbeatpoetry, выполненным Питером Элаем.
Эпоха мультимедийных проектов Уоттса началась с Ether Music & Film в 2002 году. Для этого ему пришлось проехаться по Европе, чтобы собрать музыкальные работы местных артистов. Для записи он использовал только профессиональный микрофон и ноутбук. Весь проект был записан и выпущен в качестве DVD-диска и музыкального альбома.
В 2005 году Уоттс выпустил альбом из двух частей Real Life Is Good Enough, который был записан на гитаре и ударных с участием Сэма Уолкера. В рамках концертного тура Уоттс познакомился с 10 людьми из разных стран Европы, записав для каждого из них трек, посвящённый их жизни. 10 треков легли в основу альбома It Has To Be, который был выпущен в 2007 году и включал в себя сингл Adrian’s Song Brothers. Следующим альбомом Уоттса стал Morethanmusic & Films, который включал в себя стихи и короткие истории. В состав альбома входил сингл Head On, который был написан под впечатлением от трансляции убийства Саддама Хусейна, которую сделал семилетний ребёнок на своем телефон. В том же году Уоттс записал фильм, который получил название Morethanmusic & Film.
В 2011 году Уоттс повторно записал 14 самых известных треков Fischer-Z вместе со своей группой. Обновлённые треки вышли под названием John Watts — Fischer-Z. В 2012 году, вопреки своему предыдущему релизу, Уоттс выпустил альбом с сольными треками, который получил название Realistic Man.
В 2015 году Уоттс принял решение вернуть название группы Fischer-Z и выпустил трек This is My Universe, который стал анализом жизни Уоттса, а также рассказал о том, как изменился сам Уоттс и мир вокруг него. В альбом вошёл трек Martha Thargill, посвящённый забастовке шахтёров 30 лет назад.
В 2017 году Уоттсу удалось добиться трёх важных целей. 40-летняя годовщина создания группы, первое шоу Fischer-Z и выпуск 19-го оригинального студийного альбома Building Bridges, который был посвящён проблемам того времени. «Альбом посвящён созиданию, а не разрушению». Трек Damascus Disco стал заглавным треком альбома, призывая слушателей отказаться от дискриминации и забыть о различиях. Альбом был записан в дуэте Джона, который играл на гитаре и отвечал за вокал, и Джейми Буша на ударных. Невероятный успех позволил Fischer-Z продать все билеты на шоу в печально известном Paradiso в Амстердаме, через 40 лет после первого концерта. Позднее они выступили в De Roma в Антверпене (2000 человек), а также посетили Францию, Испанию, Португалию, Швейцарию и Великобританию. Кроме того, они выступили в клубе Simple Minds в Бонне, куда пришли 6000 гостей. Fischer-Z посетили такие важные события, как Lokerse Feesten, Rock Zottegem, Retropop, а также Wacken Open Air festival в 2018 году.

## Дискография

### Альбомы
- Word Salad (1979)
- Going Deaf for a Living (1980)
- Red Skies Over Paradise (1981)
- Reveal (1987)
- Fish’s Head (1989)
- Destination Paradise (1992)
- Kamikaze Shirt (1993)
- Stream (1995)
- Ether (2002)
- John Watts — Fischer-Z 2011 (2011)
- This Is My Univers (2016)
- Building Bridges (2017)

### Синглы
- «Wax Dolls» b/w «Angry Brigade» (1978)
- «Remember Russia» b/w «Bigger Slice Now» (1979)
- «The Worker» b/w «Kitten Curry» (1979) — Вбр. No. 53, Нидерл. No. 20
- «First Impressions (Pretty Paracetamol)» b/w «High Wire Walker» (1979)
- «So Long» b/w «Hiding» (1980) — Вбр. No. 72, Австрал. No. 15, Нидерл. No. 12, Португалия No. 9
- «Room Service» (1980)
- «Crazy Girl» (1980)
- «Limbo» b/w «The Rat Man» (1980)
- «Marliese» b/w «Right Hand Men» (1981); Нидерл. No. 31; Португалия No. 1
- «Wristcutters Lullaby» b/w «You’ll Never Find Brian Here» (1981)
- «Berlin» (1981)
- «The Writer» (El Escritor) (1981)
- «The Perfect Day» (1988) — Вбр. No. 91, Австрал. No. 12
- «Big Drum» (1988)
- «Say No» (1989)
- «Masquerade» (1989)
- «Sausages & Tears» (1990)
- «Destination Paradise» (1992)
- «Will You Be There?» (1992)
- «Tightrope» (1992)
- «Caruso» (1993)
- «The Peaches & Cream» (1993)
- «Human Beings» (1994)
- «Marlon» (1994)
- «You’ll Never Cross the Same River Twice (Turn Back the Clock)» (1994)
- «Need Protection» (1995)
- «Red Skies Over Paradise» (1995)
- «Jukebox» (2002)
- «Delight» (2002)
- «Back to Berlin» (2004)[18]
- «Damascus Disco» (2017)
- «So Close — Underwater Version» (2017)
- «F01» (2018)
- «Stolen» (2018)